# Veszelka Attila
Veszelka Attila (Szolnok, 1955. január 22. –) magyar költő, író.

## Tanulmányai
Alapfokú tanulmányait a szegedi Dózsa György Állami Általános Iskolában, valamint a szegedi Liszt Ferenc Zeneiskola klasszikus gitár és ének szakán, középfokú tanulmányait a Rózsa Ferenc Szakközépiskola gépjárműtechnikai tagozatán, felsőfokú tanulmányait a pécsi Janus Pannonius Tudományegyetem Tanárképző Kara és az egri Ho Shi Minh Tanárképző Főiskola magyar–ének-zene szakán, továbbá a József Attila Tudományegyetem Bölcsészettudományi Karának filozófia szakán végezte. Középiskolai tanár.

## Irodalmi pályafutása
Tagja a Magyar Írószövetségnek, a Magyar Írószövetség Csongrád-Csanád vármegyei Írócsoportjának, a Berzsenyi Dániel Irodalmi és Művészeti Társaságnak, a Madách Társaságnak, a Szegedi Írók Társaságának, melynek 2005-től 2013-ig elnöke volt. Jelenleg elnöke a Szegedi Akadémiai Bizottság Szépírói Munkacsoportjának.

## Művei
Írásai a Kortárs, a Tiszatáj, a Bécsi Napló, a Múlt és Jövő, az Agora, a Pompei, a Szivárvány, a Parnasszus, a Fosszília, az Életünk, az Eső, a Nagyítás, a Spanyolnátha, a Pannon Tükör, a Somogy, a Magyar Múzsa, a Szeged, a Szegedi Egyetem, valamint a Szegedi Műhely folyóiratokban jelentek meg.
2005-ben és 2006-ban főszerkesztője volt a Szegedtől Szegedig irodalmi antológiáknak.
2006-ban a Los Angeles-i Madrid Színházban bemutatták Borbíró Piroska című drámáját.

### Önálló kötetek
- Túlélhetetlen éj (1994, versek)
- Canopus (1996, versek)
- Kettőskereszt (2000, dráma)
- Kőbe zárt madár (2002, versek)
- Debussy-prelűdök (2004, versek)
- Hölderlin naplójából (2005, versek)
- Pipás Pista, az átokházi tanyavilág hóhéra (2006, dokumentumregény)[6]
- Lélegző sötét (2007, versek)
- Jetski, a husky, történetek egy nevető kutyáról (2008, regény)
- Fakezűek, paradicsomszeműek, pápuák, avagy, aki jól tud lezuhanni, repülni is jól tud (2009, regény)
- Amikor a hamvasztó mester sírni kezd (2011, versek)
- Veszelka Imre, Rózsa Sándor legkedvesebb cimborája és én (2015, dokumentumregény) Nyárutó a Tuileriák kertjében (2017, versek)
- A költő, aki hülye verseket írt (2020, kisregény)
- Történetek a Gólyavár betérőből (2024, versek, költemények)

## Elismerései
- 1988 Művelődési miniszteri dicséret
- 1996 A Nemzetközi Repülő Szövetség és a Magyar Repülő Szövetség Ezüstkoszorús Vitorlázó Repülő Teljesítmény-jelvénye
- 2005 Kölcsey-érem
- 2004 „Pusztulás és újjáépítés” országos verspályázat a szegedi Nagyárvíz emlékére II. díj
- 2017 A Canon Hungária és a Magyar Írószövetség által kiírt Digitális Könyvnyomtatási Pályázat nyertese
- 2021 „Muzsikál az erdő” országos irodalmi pályázat Líra kategória I. helyezés
- 2022 „Somogy 50” országos szépirodalmi pályázat, Vers kategória Különdíj
- 2024 Illyés Gyula-díj

## Vélemények
A szerző nem az egyetem és a főiskola körül mindig is meglévő irodalmi körökből indult. Látható, hogy nagy autodidakta erőfeszítéssel alakította ki sajátos stílusát, hangját. Feltűnő, hogy nagyon míves, kötött formában ír, a különböző versformákat jól választja meg mondandójához. A szabadvers mindent elöntő idejében figyelemre méltó a forma fegyelméhez való ragaszkodása. Kép és hangulat uralkodik írásain, de minden tárgyban ott van valami filozofikus meditálásra való hajlama is. Ez sajátos tulajdonsága és megkülönböztető, egyéni stílusa. Kötettervének utolsó része szonettciklus, amely mind költői erényeit, mind pedig formai jártasságát egyformán bizonyítja. Veszelka Attila egyéni hangú, tehetséges költő.
Születik a költő? Igen. Költőnek születni kell. A vers muzsikájának ott kell szólnia a génekben. Ez azonban mind kevés. A költészet ugyanis mesterség is. A legnehezebbek közül való. Egy szonettkoszorút megírni alighanem olyan sziszifuszi munka, mint kövenként elhordani a Gellérthegyet. Veszelka írt egy remek szonettkoszorút. Az idősebb pályatárs szemével figyelem a fejlődését, amely töretlen. Már most van egy kötetnyi, érett verse. Szépek, pontosak, filozofikus mélységűek. (Túlélhetetlen éj) Petri Csathó Ferenc
Veszelka Attila verseiben úgy ér össze zene és emlékezés, mint szövet színe és fonákja. Zavarba ejtő sokoldalúsága – filozófiatanár, koncertező gitárművész, színműíró, költő, gombász és sportrepülő – a modern szellem sóvárgásából fakad. Abból a hiányérzetből, melyben percről percre szerepet cserél a mindentudás meg a semmit sem tudás, a régmúlt igézete és a holnapután borzongása. A költő, aki egyszerre reneszánsz lélek és jancsibohóc, bölcs és kerge garabonciás. Tudja, hogy az álarc nem elrejt, hanem kitár. És költő, aki tudja azt a korszakok feletti igazságot is, hogy – éljen bárhol ezen a sebzett glóbuszon – aki forrás környékén csatangol, mindig és mindenütt ugyanazokból a virágokból szedi csokrát. (Lélegző sötét) Szepesi Attila
Attila régi szegedi barátom, aki nem csak költő, író, filozófus, de gitárművész, pilóta, gombaszakértő és egy Jetski nevű szánhúzó kutya gazdája. A negyven vers ennek a reneszánsz életű embernek mindennapjaiból vett mikrotörténéseibe enged betekintést. Van itt hangsúlyos, hangsúlytalan, szimultán, kötött és szabadvers is. A versek formáját nehéz meghatározni, de könnyű olvasni őket. Ritka erény ez manapság. Tisza és Mississippi, besúgók és boncmesterek, Janus Pannonius mandulafácskája és orgonaillatú temetők, alkalmi testek és szerelmek, gitárszonáta és blues, Prága és Baktó, sörök-borok és szippantások, Mozart és melósok, csiga és rigó, Vértó és tenger, Thotmesz és Vak Egér. És egy név: Emese. Mintha regényszilánkok lennének, egy pont irányába tükröznek: egyetlen történet kerekedik ki belőlük. (Amikor a hamvasztó mester sírni kezd) Temesi Ferenc
A tollforgató ember a költészet útjain akár a teremtő képzelet sűrűjét választja, akár életének, személyes jelenlétének színhelyeit, bőséggel találhat kalandot. Veszelka Attila mintha mindkét úton járna. Nekivág a karnyújtáson túli messzeségnek, máskor önmaga úti célja. A formák sokfélesége is a bőséggel élés próbatétele. S Veszelka nem éri be az egyikhez-másikhoz vezető bejárattal, vagy kipárnázott kényelemmel, biztonsággal, hol már a toll magától is eltalál. Nem követ készen kapott, divatos technikákat, folyamatosan és fáradhatatlanul keresi önnön lehetőségeit. Elszántan a megújulásra is pontosan tudja, hogy a keretek fellazíthatósága nem a visszaélésekre, túlburjánzásokra szolgál, nem is a könnyű kézzel másolt közhelyeknek nyit teret. (Nyárutó a Tuileriák kertjében) Czilczer Olga 
Eddig egyszer fordult elő velem, hogy közmegbotránkozást okoztam szűnni nem akaró, már-már önálló produkció értékű nevetésemmel. Akkor G. Durellt olvastam. Most Veszelka Attila sorai hatottak rám efféleképp: könyvének végére érve komoly izomlázról panaszkodtak hasűri szerveim. Persze aki azt hiszi, a nevetés együgyű szórakozás, az még sohasem nevetett jóízűen, boldogan. A nevetés feloldozás. Gyógyító erejét tán az énekléshez hasonlítanám. „Lélegzetünkkel” együtt lelkünk húrjait is megbékélteti és kizökkenti poros megszokásaiból. Bergson szerint a nevetés a legmagasabb szintű intelligencia megnyilvánulása: csak az embernek van humorérzéke (közülük sem mindnek). A régi bölcsesség jut eszembe, miközben Veszelka Attila minden vitorlázó repülő számára „kötelező olvasmányként” ajánlható fejezeteit olvasom: „hülye ember okoskodik, okos ember hülyéskedik”. (Fakezűek, paradicsomszeműek, pápuák, avagy, aki jól tud lezuhanni, repülni is jól tud) Czigány Ildikó